# Teodoro (Sexto Concílio Ecumênico)
Teodoro (em armênio/arménio: Θεόδωρος; romaniz.: Theódoros; em latim: Theodorus) foi um oficial bizantino do século VII, ativo no reinado de Constante II (r. 641–668) e Constantino IV (r. 668–685).

## Vida

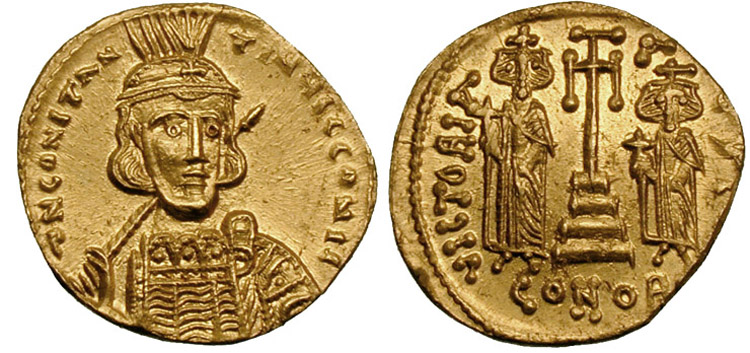
Soldo de r.

Era um dos altos funcionários e militares que participaram do Sexto Concílio Ecumênico de 680/681 (ações I-XI e XVIII) em nome de Constantino IV. Provavelmente pertencia à vizinhança imediata do imperador, e é por isso que assistiu apenas às reuniões assistidas pelo imperador. Aparentemente não interferiu no processo conciliar - segundo as palavras dos atos conciliares. Porém, talvez era o patrício e estratego homônimo que ajudou Constantino de Apameia a comparecer diante do concílio durante a décima sexta sessão (9.8.681). Além de patrício, Teodoro era hípato, conde do Tema Opsiciano e hipoestratego da Trácia.